# Kergrist-Moëlou
Kergrist-Moëlou (bretonisch: Kergrist-Moeloù) ist eine französische Gemeinde mit 636 Einwohnern (Stand: 1. Januar 2022) im Département Côtes-d’Armor in der Region Bretagne; sie gehört zum Arrondissement Guingamp und zum Kanton Rostrenen. Die Gemeinde gehört dem Kommunalverband Communauté de communes du Kreiz-Breizh an. Die Einwohner werden Kergristois genannt.

## Geographie
Kergrist-Moëlou liegt etwa 46 Kilometer südwestlich von Saint-Brieuc. An der nordwestlichen Gemeindegrenze verläuft das Flüsschen Kersault, im Norden entspringt der Corong. Umgeben wird Kergrist-Moëlou von den Nachbargemeinden Saint-Nicodème im Norden, Trémargat im Nordosten, Plounévez-Quintin im Osten, Plouguernével im Südosten, Rostrenen im Süden, Glomel im Südwesten, Maël-Carhaix im Westen sowie Locarn im Westen.

## Bevölkerungsentwicklung
| Jahr                      | 1962 | 1968 | 1975 | 1982 | 1990 | 1999 | 2006 | 2013 |
| Einwohner                 | 1915 | 1764 | 854  | 722  | 685  | 692  | 668  | 651  |
| Quelle: Cassini und INSEE |      |      |      |      |      |      |      |      |

## Sehenswürdigkeiten
Siehe auch: Liste der Monuments historiques in Kergrist-Moëlou
- Kirche Notre-Dame mit Calvaire, Monument historique
- Kapelle Saint-Lubin aus dem 17. Jahrhundert
- Kapelle Notre-Dame
- Kapelle Saint-Jean
- Kapelle Saint-Guillaume
- Kapelle Saint-Joseph

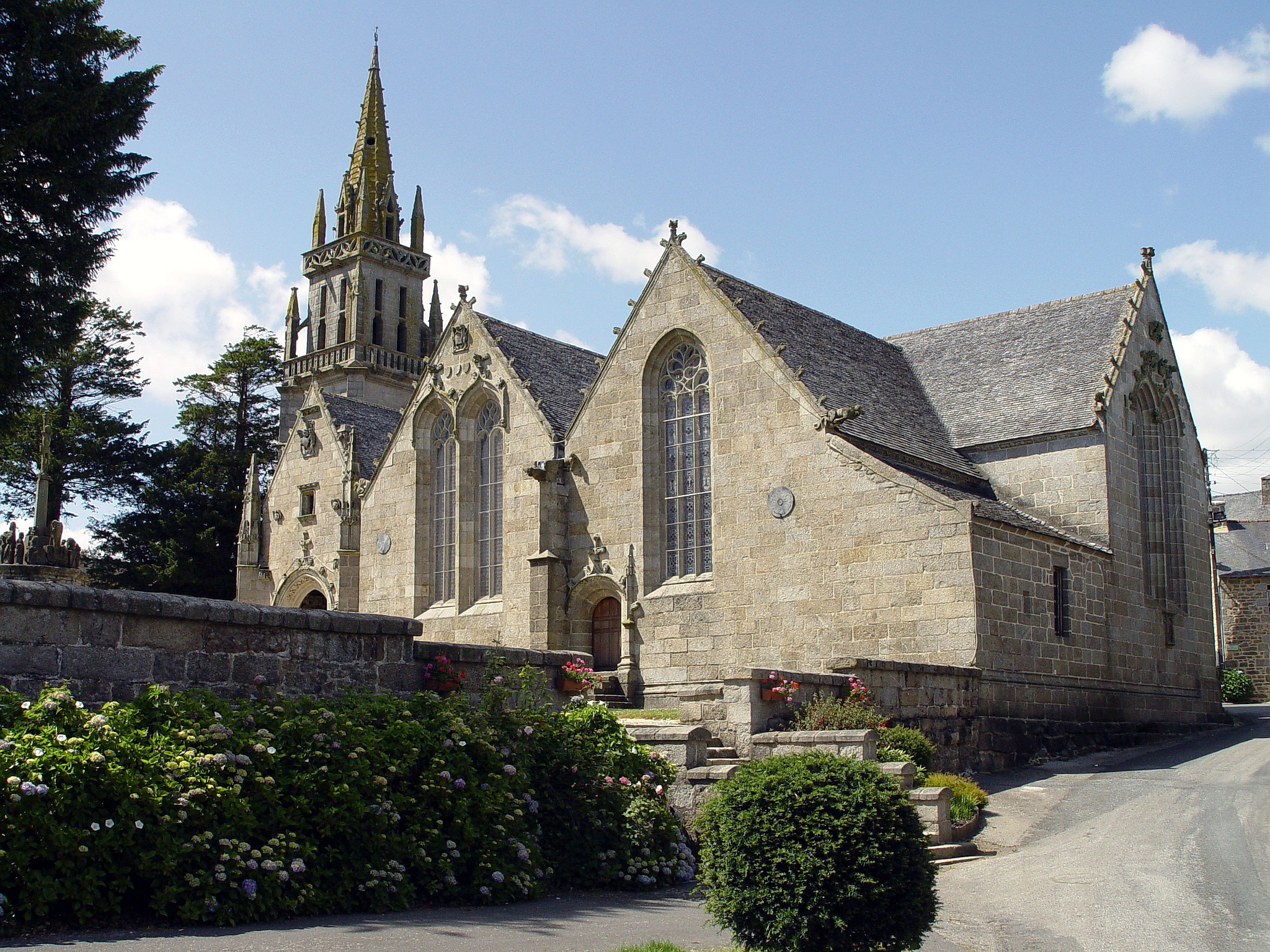
Kirche Notre-Dame
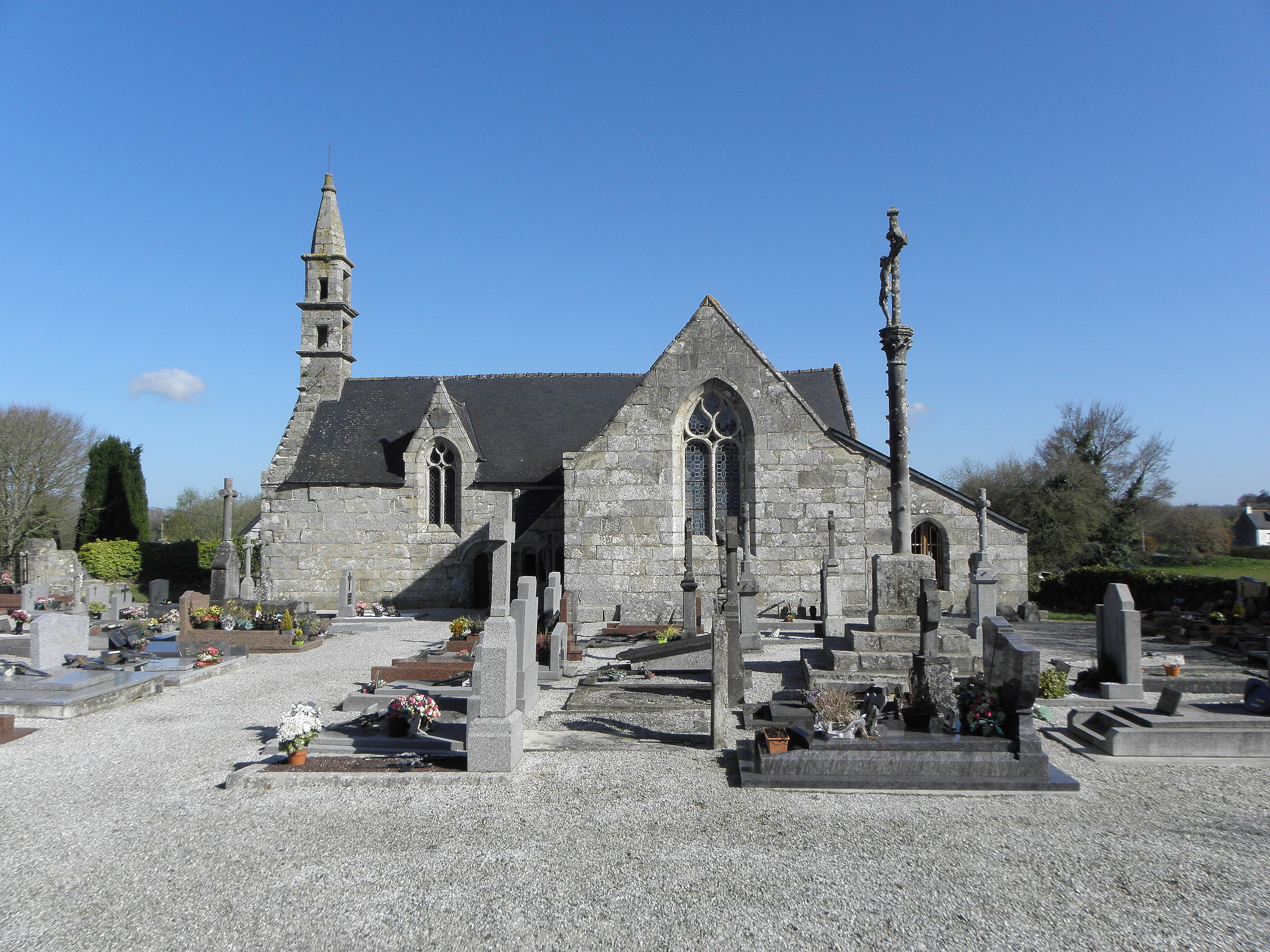
Kapelle Saint-Lubin

## Persönlichkeiten
- Pierre Le Gloan (1913–1943), Fliegerass
- Michel Le Milinaire (* 1931), Fußballtrainer